# Детроит (представа)
Детроит је позоришна представа, премијерно изведена на сцени Атељеа 212, 2017. године.

## Подела улога
| Глумац             | Улога |
| ------------------ | ----- |
| Ивана Вуковић      | Мери  |
| Урош Јаковљевић    | Бен   |
| Јована Стојиљковић | Шерон |
| Дејан Дедић        | Кени  |
| Ерол Кадић         | Френк |